# Втрати авіації в Ліванській війні (1982)
Улітку 1982 велися активні бойові дії в Лівані з використанням авіації та бронетехніки. Армія оборони Ізраїлю добилася якісної переваги над супротивником і з мінімальними втратами виконала поставлені завдання.

## Ізраїль
| Дата       | Тип ЛА         | Екіпаж                                                                  | Ескадрилья | Обставини | Спосіб ураження       | Джерело |
| ---------- | -------------- | ----------------------------------------------------------------------- | ---------- | --- | --------------------- | ------- |
| 05.06.1982 | АН-1 Кобра     | капітан Йосі Келер, капітан Аміхай Спектор (загиблі)                    | 160-а      | Під час атаки артилерійських позицій. | 23-мм зенітна гармата | [ 1 ]   |
| 06.06.1982 | А-4 Скайхок    | капітан Аарон Ахіаз                                                     | 115-а      | Під час атаки позицій біля Набатія. | ПЗРК Стріла-2         | [ 2 ]   |
| 06.06.1982 | UH-1N «Ірокез» | 5 загиблих (екіпаж + бійці пошуково-рятувального загону)                | 124-а      | Під час евакуації поранених | зенітна гармата       | [ 3 ]   |
| 11.06.1982 | АН-1 Кобра     | Нісан, Ар'є Луї                                                         | ?          | Під час атаки сирійців був пошкоджений вогнем ізраїльських танків |                       | [ 4 ]   |
| 13.06.1982 | Kfir C.2       | ?                                                                       | ?          | Під час атаки розвідувального польоту над Ліваном ланка «Кфірів» була обстріляна ЗРК С-75. Один літак мав пошкодження і льотчик при заході на посадку катапультувався. | ЗРК С-75              | [ 5 ]   |
| 16.06.1982 | Bell 212       | майор Орі Бен-Шмуєль, ст.л-т Рон Масрер, сержант Ар'є Вільдер (загиблі) | 124-а      | Під час евакуації поранених вертоліт врізався в лінію ЛЕП. | катастрофа            | [ 6 ]   |
| 14.07.1982 | RF-4E          | капітан Гіль Фогель (плен), майор Аарон Кац (загинув)                   | 119-а      | Під час пошуку позицій сирійських ЗРК був уражений двома ракетами | ЗРК «Квадрат»         | [ 7 ]   |

## Сирія
Втрати ВПС Сирії за 6-11 червня 1982 склали: 6 МіГ-23МФ, 4 МіГ-23МС, 14 МіГ-23БН, 11 МіГ-21МФ, 26 МіГ-21біс, 7 Су-22М2 та 4 SA.342. Загинуло 27 льотчиків, а ще 18 були поранені, один потрапив у полон. Два МіГ-23БН були втрачені в наступні дні.
| Дата       | Тип ЛА         | Екіпаж            | Спосіб ураження       |
| ---------- | -------------- | ----------------- | --------------------- |
| 07.06.1982 | МіГ-23МФ       | капітан Мерза     | винищувачі F-15       |
| 08.06.1982 | МіГ-23МФ       | майор Хау         | винищувачі F-15       |
| 08.06.1982 | МіГ-21біс      |                   | винищувачі F-15       |
| 08.06.1982 | МіГ-23БН       | майор Муніб       | винищувачі F-15       |
| 08.06.1982 | МіГ-23БН       |                   | вогонь із землі       |
| 08.06.1982 | МіГ-23БН       |                   | вогонь із землі       |
| 09.06.1982 | МіГ-23МС       | капітан Томмі     | винищувачі F-15       |
| 09.06.1982 | МіГ-23МС       | лейтенант Алі     | винищувачі F-15       |
| 09.06.1982 | МіГ-23МФ       | капітан Дібс      |                       |
| 09.06.1982 | МіГ-23МФ       | Назах             | винищувачі            |
| 09.06.1982 | МіГ-23МФ       | Софіє             | винищувачі            |
| 09.06.1982 | МіГ-23МФ       | Ясін              | винищувачі            |
| 09.06.1982 | МіГ-21МФ       |                   | випадково ППО Сирії   |
| 09.06.1982 | 5 х МіГ-21МФ   |                   |                       |
| 10.06.1982 | МіГ-23БН       | капітан єль-Сааді |                       |
| 10.06.1982 | 4 х МіГ-23БН   |                   |                       |
| 10.06.1982 | МіГ-23БН       | Халед Баракат     | згорів після посадки  |
| 10.06.1982 | МіГ-23БН       |                   | ПЗРК Рєд Ай           |
| 10.06.1982 | МіГ-23БН       |                   | винищувачі F-16       |
| 10.06.1982 | 4 х Су-22М2    |                   | винищувачі F-16       |
| 10.06.1982 | 3 х Су-22М2    |                   | осколки бомб ведучого |
| 10.06.1982 | МіГ-21біс      | майор Ідріс       |                       |
| 10.06.1982 | 21 х МіГ-21біс |                   |                       |
| 11.06.1982 | МіГ-23БН       |                   | винищувачі F-16       |
| 11.06.1982 | 2 х МіГ-23БН   |                   |                       |
| 11.06.1982 | МіГ-23МС       | капітан Хейрат    | винищувачі F-15       |
| 11.06.1982 | МіГ-23МС       | капітан єль-Забі  | винищувачі F-15       |
| 11.06.1982 | 4 х МіГ-21МФ   |                   |                       |
| 24.06.1982 | 4 х МіГ-23БН   |                   | винищувачі F-15       |